# ビレチャの戦い
ビレチャの戦い (セルビア語: Битка код Билеће)は、1388年8月にヴラトコ・ヴコヴィチ大公率いるボスニア王国軍と、ララ・シャヒーン・パシャ率いるオスマン帝国軍が、ボスニア王国南部のザクルミアで衝突した戦闘。ビレチャ周辺の地を略奪していたオスマン帝国軍をボスニア軍が襲撃し、決定的勝利を挙げた。

## 背景
1380年代から、トラキアを拠点とするオスマン帝国はバルカン半島西部にも政治的・軍事的影響力を及ぼし始めた。マケドニアの領主たちを次々と従属させたムラト1世は、さらに西方のアドリア海沿岸まで軍を派遣するようになった。バルカン諸国は互いに反目しあっており、オスマン帝国に協力する者も多かった。しかしボスニア王国は半島の対極に位置する遠方の国であり、セルビア帝国崩壊後に現れた多数の国々が間に入っていることもあり、オスマン帝国の侵略からは安全な地域と考えられていた。
しかし間もなく、オスマン領トラキアとボスニアの間の障壁は無意味なものとなった。意味をなさないことが明らかとなった。ボスニア王スティエパン・トヴルトコ1世はオスマン帝国ムラト1世の属国であるゼタ公国の支配者ジュラジ2世バルシッチと対立し、予想されたよりも早期にオスマン帝国の侵攻を招いた。1386年10月に起きたオスマン帝国の侵攻については詳細が分かっていないが、おそらくはジュラジ2世バルシッチが要請し手引きしたもので、近隣のラグサ共和国でも混乱が起きた。1388年、ジュラジ2世は当時エピロスで戦っていたオスマン帝国の将軍ララ・シャヒーン・パシャと連絡を取り、スティエパン・トヴルトコ1世を攻撃するようけしかけた。

## オスマン帝国の侵攻
オスマン帝国のボスニア侵攻は、1388年8月前半に現実のものとなった。ムラト1世は、ジュラジ2世を支援させるべくララ・シャヒーン・パシャを出撃させた。オスマン軍がボスニア王国のすぐ南のザクルミアに入ったのを受けて、近隣のラグサ共和国はジュラジ2世のもとに使者を送り懸念を示した。8月15日、ラグサは侵略者を避けて逃げてくるボスニアの領民を受け入れることに決め、貴族と庶民をそれぞれドゥブロヴニクとストンの島に避難させることにした。ストンを防衛するための城壁も準備された。8月19日、島の全住民は防衛態勢を整える仕事を課され、翌日にはスティエパン・トヴルトコ1世も1000人の人員を送って工事を助けた。また、もうすぐ近くまで迫っていたララ・シャヒーン・パシャのもとには密使が派遣された。ラグサ人は差し迫った危機から自らを守るためあらゆる手を尽くそうとしており、この密使はおそらくオスマン軍司令官との交渉と内偵の両方の任務を帯びていたと考えられている。8月22日にはハンガリー王国の宮廷からも使者が到着した。
ムラト1世が派遣してきたオスマン軍の規模は分かっていないが、自らの子を軍列に加えていることから、相当な規模を有していたとみられる。王国を征服するほど大規模ではないにしろ、単に敵地を略奪するだけの一団という規模でもなかった。遠征の目的は、ボスニアを略奪破壊するとともに、ムラト1世の武威を誇示することであった。

## 戦闘
ヴラトコ・ヴコヴィチ大公率いるボスニア王国軍は、いったんオスマン帝国軍をビレチャまで引き込んだ。そしてザクルミア峡谷でオスマン軍に接敵し、決定的勝利を収めた。ララ・シャヒーン・パシャは数人の部下と共に命からがら逃げおおせた。戦闘が起きた正確な日付については諸説ある。後世の年代記は8月27日としているが、実際には8月26日の時点ですでにラグサ共和国がハンガリー王ジグモンドに戦いの結果を知らせる使者を送り、同時に戦前から拘束していたオスマン軍に参加した経歴を持つゼタ人やアルバニア人を釈放する措置をとっている。

## その後
オスマン帝国軍の敗北により、スティエパン・トヴルトコ1世とジュラジ2世バルシッチは関係を修復していった。しかしオスマン帝国による周辺諸国の襲撃略奪が収まることはなかった。ボスニアについてはビレチャでの勝利後ほぼ1年の間オスマン軍の攻撃にさらされることはなかったが、1389年6月、ムラト1世が自ら軍を率いて西進してきた。おそらく彼は最終的にスティエパン・トヴルトコ1世を打ち破ることを目指していたが、同時にセルビア公国の支配者ラザル・フレベリャノヴィチがビレチャでボスニア王国に協力したのではないかとも疑っていた。この結果、ボスニアとセルビアは共同でオスマン帝国に抵抗しようとし、コソボの戦いが勃発することになる。